# Prostemmiulus nesides
Prostemmiulus nesides är en mångfotingart som beskrevs av Chamberlin 1922. Prostemmiulus nesides ingår i släktet Prostemmiulus och familjen Stemmiulidae. Inga underarter finns listade i Catalogue of Life.